# Living in Oblivion

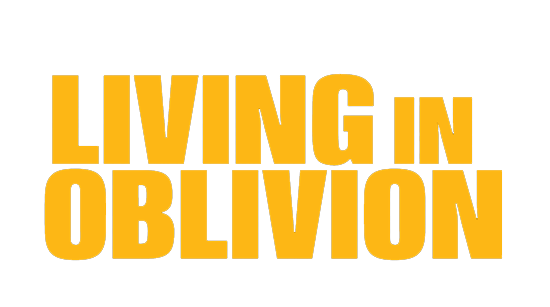
Filmlogo

Living in Oblivion, VHS-Titel auch: Living in Oblivion – Total abgedreht, ist eine US-amerikanische Filmkomödie des Drehbuchautors und Regisseurs Tom DiCillo aus dem Jahr 1995.

## Handlung
Der Regisseur Nick Reve dreht einen Low-Budget-Film, doch die Produktion erleidet immer wieder herbe Rückschläge. Probleme machen zum Beispiel die Darsteller, darunter der arrogante Hauptdarsteller Chad und Nicole, eine Schauspielerin mit einigen Problemen und ein launischer Kleinwüchsiger. Der Kameramann hingegen verkraftet die Trennung von seiner Freundin nicht, und im Verlauf der Dreharbeiten explodiert die Nebelmaschine. Darüber hinaus bricht in dieser Zeit Reves verwirrte Mutter aus einer Nervenheilanstalt aus und taucht auf dem Set auf. 
Als der Kleinwüchsige das Set verlässt, scheint alles verloren. Doch Reves Mutter übernimmt die Rolle des Zwerges einfach selbst und rettet die Szene. Der erste Take klappt auf Anhieb; Reve schöpft neue Hoffnung. Der Film endet damit, dass in kurzen, teilweise absurden Tagtraumsequenzen die geheimen Wünsche der Protagonisten preisgegeben werden.

## Kritiken
„Auf verschiedenen Bewußtseinsebenen reiht der Film Pannen, Eitelkeiten und Eifersüchteleien aneinander und zählt äußerst lustvoll alle Faktoren auf, die zum Scheitern eines Films führen können. Eine reizvolle Farce, die Einblicke hinter die Kulissen des Filmbetriebes gewährt.“

## Auszeichnungen
Tom DiCillo gewann im Jahr 1995 den Waldo Salt Screenwriting Award des Sundance Film Festivals und wurde für den Großen Jurypreis nominiert. Der Film, das Drehbuch und die Darstellung von James LeGros wurden im Jahr 1996 für den Independent Spirit Award nominiert.

## Hintergründe
Die Produktionskosten betrugen schätzungsweise 500 Tsd. US-Dollar. Der Film feierte am 20. Januar 1995 seine Premiere auf dem Sundance Film Festival. Er spielte in den Kinos der USA ca. 1,15 Millionen US-Dollar ein.